# Моздок
Моздо́к (осет. Мæздæг о файле, кабард.-черк. Мэздэгу, кум. Мазлыкъ) — город в Республике Северная Осетия — Алания России. Третий по величине город республики (после Владикавказа и Беслана).
Административный центр Моздокского муниципального района. Образует муниципальное образование Моздокское городское поселение.

## Этимология
Название города происходит от кабардино-черкесского «мэздэгу» («мэз» — лес, «дэгу» — глухой, густой), и в переводе означает глухой (тёмный) лес. К настоящему времени большая часть пойменных лесов Терека сведена.

## География
Город расположен у левого берега реки Терек, в центральной части Моздокского района. Находится в 95 км (по дороге) и 84 км (по прямой) к северу от столицы республики города Владикавказа.
Площадь городского поселения составляет 17,50 км2. С запада на восток город имеет протяжённость около 6 км, с юга на север около 6,5 км.
Город находится в равнинной лесостепной зоне республики. Рельеф местности представляет собой относительно ровные территории. Колебания высот незначительные. В южной части города тянется цепь бугристых возвышенностей. Средняя высота на территории города составляет около 130 метров над уровнем моря.
Прибрежная зона реки Терек заняты приречными лесами, охраняющимися Государственным Лесным фондом. К югу от города в долине реки Терек расположен парк Победы (осет. Уæлахизы бæласдон). К юго-востоку от города тянется крупнейший в районе лесной массив Алборовский лес (осет. Алборты бæлас).
Гидрографическая сеть представлена в основном рекой Терек. К югу от города в долине реки Терек расположены запруднённые озёра. К северу от города проходят каналы: Терско-Кумский и его ответвление Бурунный. К северо-западу от города расположено озеро Карское.

## История

### Моздокская крепость
В 1757 году, в царствование Петра III, Коллегия иностранных дел представила Сенату свое заключение по «осетинским делам». Коллегия высказала негативное мнение о переселении осетин, так как это шло в нарушение Белградского мира 1739 года с Турцией. Коллегия предложила новый проект переселения осетин, по которому им отводились земли на русской пограничной линии. Также был подготовлен проект крепости. Коллегия иностранных дел предлагала назвать крепость «Осетинскою». В соответствии с ним укрепление, оставаясь русским, должно было состоять из осетинских христиан, переселенцев из горных районов. 
В 1759 году один из князей Малой Кабарды — Кургока Кончокин принял крещение (новое имя — Андрей Иванов (Кончокин)) и переселился с крестившимися подданными в урочище Мездогу. Из числа переселенцев, главным образом крещёных кабардинцев и осетин, была создана горская Моздокская казачья команда, насчитывавшая чуть больше 100 человек.
После дворцового переворота летом 1762 года и воцарения  Екатерины II, правительство приступило к проведению на Северном Кавказе более решительной внешней политики. Коллегия иностранных дел вновь представила доклад. Теперь Коллегия решила именовать крепость «по урочищу». По мнению Коллегии, крепость должна была выполнять помимо военных функций также политические и хозяйственные. Предлагалось простить церковь и там  обосновать Осетинскую духовную комиссию во главе с грузинским архимандритом Пахомием. Сенат подготовил доклад о переселении осетин, ингушей и кабардинского владельца Кургоко Кончокина в урочище Моздок. В октябре 1762 года Сенат направил Екатерине II доклад, где было указано об отведении урочища Моздок для поселения крестившегося малокабардинского князя Кургоко Канчокина и о необходимости строительства там крепости. Екатерина II поручила укрепить урочище Моздок на Тереке коменданту кизлярской крепости генерал-майору Николаю Потапову. Строительство поселения и небольшого форта на первое время было поручено подполковнику Петру Гаку.
17 июля (28 июля) 1763 года к урочищу Моздок для основания новой крепости прибыл отряд российских войск, состоявший из 287 человек регулярных войск и казаков под командованием подполковника Гака. Как отмечал В. А. Потто, этим актом Россия заложила «краеугольный камень завоеванию Кавказа». Строительство крепости велось с  1763 по 1765 год. Основное население форштадта при крепости составили грузины, черкесы, осетины, армяне и греки.
Кабардинцы, требовавшие снести крепость со своей земли, не раз осаждали и разрушали строящееся военное укрепление. Однако прибывающие отряды российских войск с каждым разом укрепляли крепость и усложняли доступ к ней строительством рвов и каналов.
В 1770 году Моздок стал городом.
В 1770 году в предместье было переселено 517 семей волжских казаков, после чего был создан Моздокский казачий полк Терского войска. В их числе был и Емельян Пугачёв, который был избран казаками войсковым атаманом. Позже он был арестован представителями государственной власти и с 1771 по 1772 годы содержался в тюрьме Моздока, откуда совершил побег.
В 1774 году в Моздоке велись переговоры между представителями императрицы и старейшинами осетин, в результате которых Осетия стала подданной Российской империи.
В 1780-х годах между Моздоком и Тифлисом (через основанное в 1784 году Владикавказское укрепление) была проложена шоссейная дорога, названная Военно-Грузинской.
Моздок был маленьким городком, но он стягивал к себе все нити связей России с народами Северного Кавказа, и в этом было его основное значение. Долгое время, будучи наиболее выдвинутым к Кавказским горам русским форпостом, Моздок стягивал к себе местное население, приезжавшее сюда с целью торговли и в поисках защиты от притеснения своих князей или мести кровников у себя на родине. По этой причине, в частности, Моздок отличается от других городов Северного Кавказа своим пёстрым национальным составом.
В 1778 году Моздок с инспекторской проверкой Азово-Моздокской линии укреплений посетил генерал-поручик Александр Суворов.

### Город
В 1785 году была образована Кавказская губерния. Крепость Моздок была возведена в статус города, который был определён центром одного из 6 её уездов — Моздокского.
По данным 1803 года, в Моздоке проживало 4097 человек (без гарнизонных войск), в том числе русских — 436, армян — 1411, грузин — 811, осетин — 451, черкесов — 429. Население города жило замкнутыми национальными общинами и строго придерживалось своих обычаев. Общины управлялись выборными лицами. Не случайно, что именно в Моздоке в 1764 году была открыта первая школа «для детей осетин и прочих горских народов», а в 1770 году — первая осетинская типография. В школу принимались дети старшин и городских владельцев.
К концу XVIII века Моздок стал крупным торговым и административным городом-крепостью на всей так называемой «Кавказской военной линии» — от Азова до Кизляра. В 1794 году в городе-крепости насчитывалось 101 торговое заведение. Жители казачьих станиц привозили в Моздок зерно, муку, овощи; осетины — сыр, масло, бурки, скот, шерсть и другие товары; горские народы — скот, кустарные изделия и фрукты; грузины — фрукты, табак, чай, вино и т. д.

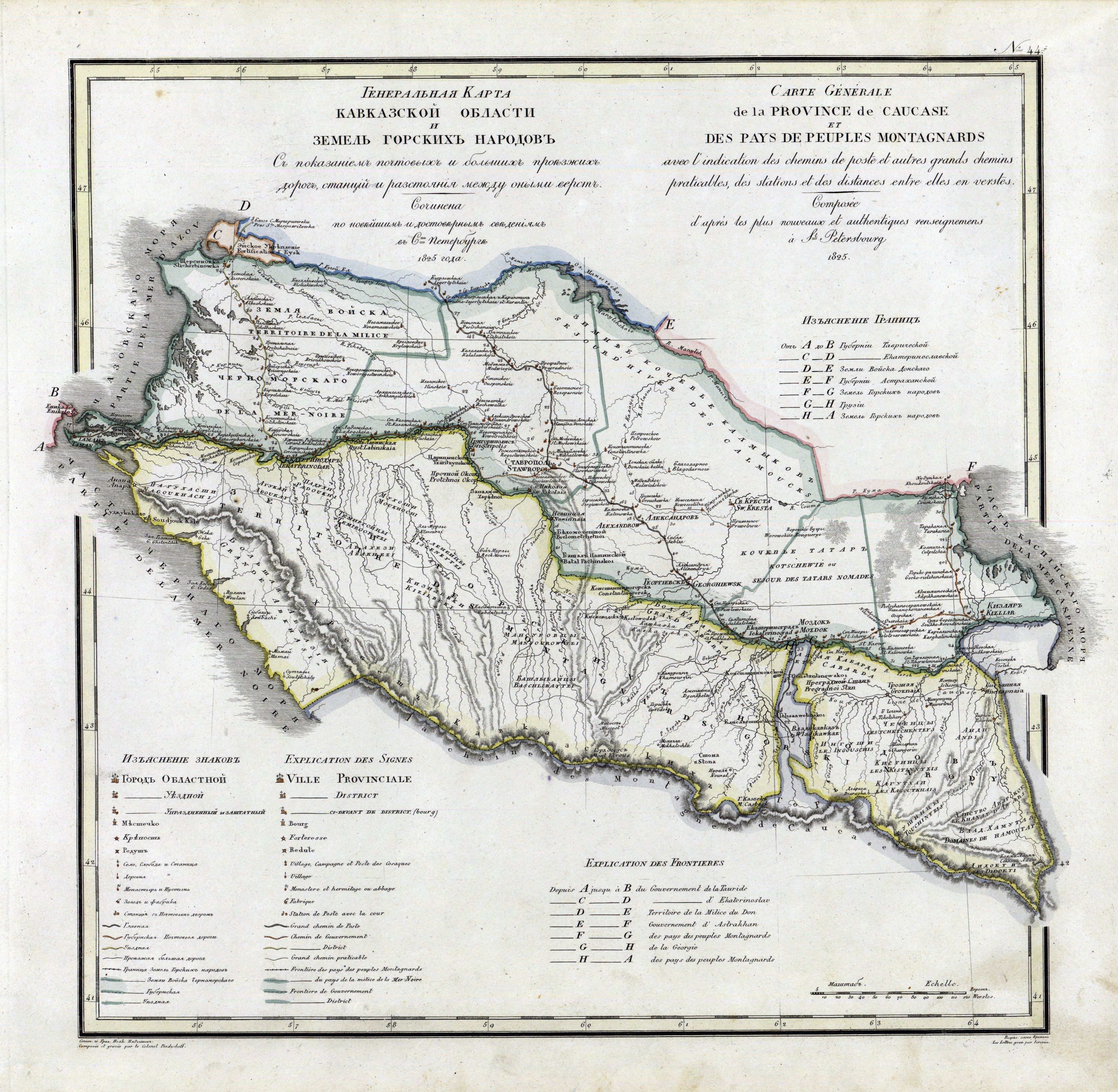
Моздок на карте Кавказской области и земель горских народов. 1825 год.

Первая четверть XIX века является периодом расцвета Моздока. Его торгово-экономическое и культурное значение в это время выходит за пределы Моздокского уезда. Благодаря выгодному географическому положению он становится одним из главных экономических и политических центров Северного Кавказа.
Ещё в 1823 году крепостные крестьяне братья Дубинины построили в Моздоке один из первых в мире нефтеперегонных заводов, на котором начали производство керосина из нефти. Деятельность братьев Дубининых не получила нужной поддержки, но завод просуществовал около 20 лет. За это время он дал много тысяч пудов керосина, который вывозили в разные районы России и даже до Москвы.
Позднее в Моздоке были построены самые большие для того времени на Северном Кавказе мыловаренный, винокуренный и другие заводы. С 1799 года широкой известностью среди горцев пользовались моздокские ярмарки, своим существованием подтвердившие капиталистическое влияние на социально-экономическую жизнь населения Кавказа с его патриархально-родовым укладом. На ярмарках можно было встретить русских, грузинских, азербайджанских, армянских и других купцов, торговавших разнообразными промышленными и сельскохозяйственными товарами. Здесь особенно активно, как нигде на Кавказе, шел торг лошадьми разной породы.
Город, как аванпост на Кавказе, привлекал к себе много передовых людей того времени. Здесь проездом останавливались выдающиеся деятели русской культуры А. С. Пушкин (его перу принадлежат строки: «В Моздок я больше не ездок»), Л. Н. Толстой, М. Ю. Лермонтов, А. С. Грибоедов и другие.
Однако период расцвета Моздока был непродолжительным. В связи с прокладкой в 1825 году более короткого пути из России в Грузию (через станицу Екатериноградскую), то есть в связи с переносом пути с правого берега Терека на левый, экономическое значение населенного пункта стало падать. Это было вызвано ещё и тем, что часть осетин переселилась с гор на равнину, и движение по левобережью Терека стало менее опасным. Изменение направления дорожной магистрали, а следовательно, и экономического положения города в значительной степени подорвало торговлю, некогда являвшую собой гордость Моздока. В 1837 году Моздокский окружной начальник писал, что положение города очень невыгодное, так как «большой тракт, идущий в Тифлис, перемещен».
С середины 1830-х годов Моздок начал постепенно приходить в упадок. В 1835 году Моздокская крепость была официально упразднена. Её гарнизон был расквартирован в других городах и крепостях Кавказа. В середине XIX века начала наблюдаться убыль населения города. Некоторое оживление его хозяйственной деятельности наблюдалось в 1860-е, в первые годы после отмены крепостного права.
29 ноября 1866 года заштатный город Моздок отчислен от Ставропольской губернии к Терской области.
В 1870-х годах Моздоку был нанесен новый экономический удар проведением через Беслан железной дороги Ростов—Владикавказ и Беслан—Петровский. Эти дороги окончательно оставили Моздок в стороне от основных грузопотоков. Старые почтовые тракты, проходившие здесь, потеряли своё прежнее хозяйственное значение, так как большая часть грузов теперь стала поступать непосредственно на железнодорожные станции (Прохладная и др.), минуя Моздок.
С 1899 года Моздок — центр Моздокского отдела Терской области.
В начале XX века население города вновь сократилось с 16 456 человек в 1903 году до 14 655 к 1913 году. К этому времени Моздок потерял значение города и стал числиться слободой. При этом благоустройство Моздока характеризовалось, как «весьма примитивное». Подъезды и улицы города находились в запущенном состоянии. Не было электричества, водопровода, канализации, мостовых, тротуаров. Город освещался редкими керосиновыми фонарями. Городской транспорт состоял из нескольких извозчиков. Единственный мост через Терек был в аварийном состоянии. Просвещение и здравоохранение были на низком уровне. В городе имелись всего одно реальное училище, две церковно-приходские школы, один лечебный пункт, два фельдшера. Все они влачили жалкое существование.
В 1909 году общество Владикавказской железной дороги приступило к техническим изысканиям по строительству железнодорожной ветки Прохладная — Моздок — Кизляр с передаточной перемычкой на Гудермес.
В 1913 году железная дорога была проложена и в Моздок. Железнодорожная линия (Прохладная — Моздок — Гудермес) внесла некоторое оживление в жизнь Моздока, но существенно изменить экономику и культуру города она не смогла, так как в 1914 году началась Первая мировая война.
Советский период
25.01/07.02.1918 года под руководством С. М. Кирова в Моздоке открылся I областной съезд народов Терека, который сыграл большую роль в укреплении Советской власти в национальных районах Северного Кавказа. На нем присутствовало 400 делегатов. Был избран временный Терский Народный Совет (председатель — Е. С. Богданов). Потерпев поражение, казачья верхушка покинула съезд. По предложению С. М. Кирова съезд принял постановление о созыве II сессии съезда в Пятигорске.
18 марта 1920 года Моздок окончательно стал советским. В 1923 году Моздок утверждается городом в составе Ставропольского края.
В годы довоенных пятилеток здесь развернулась большая хозяйственная деятельность. К 1926 году промышленное производство было полностью восстановлено. В 1930 году были построены новые мосты через Терек и узкоколейка, связавшая Моздок с Малгобеком. В 1932 году в городе было основано РСУ (ремонтно-строительное управление) и построена нефтеналивная эстакада, были реконструированы кирпичные заводы «Маяк» и «Искра», их общая мощность выросла до 30,5 млн кирпичей в год. Мелкие кустари и ремесленники были объединены в промысловые кооперативы. Была построена первая небольшая электростанция мощностью в 100—120 тысяч киловатт-часов электроэнергии в год. Городские улицы получили электрический свет. Быстро рос торговый оборот. Высокими темпами развивалось благоустройство города, расширилась городская роща, открылся стадион. В 1936 году на месте Алдатовского сквера был разбит культурный парк им. Кирова и был создан участок озеленения города.
За годы предвоенных пятилеток культурный уровень города заметно повысился. Был выстроен ряд новых школ, расширилась сеть детских садов, открылись больница на 100 коек и городская поликлиника. Несмотря на все эти достижения, Моздок в предвоенные годы все ещё не достиг уровня промышленного города и культурного центра, который он имел раньше.
Великая Отечественная война

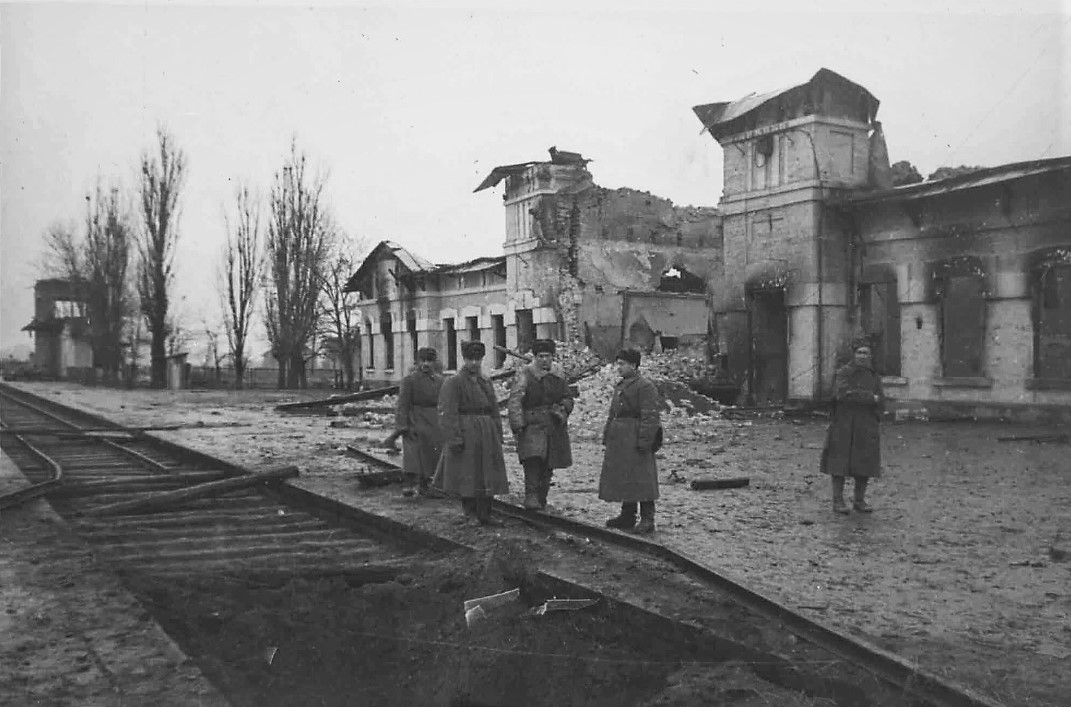
Взорванный и сожжённый немцами вокзал Моздока. Январь 1943

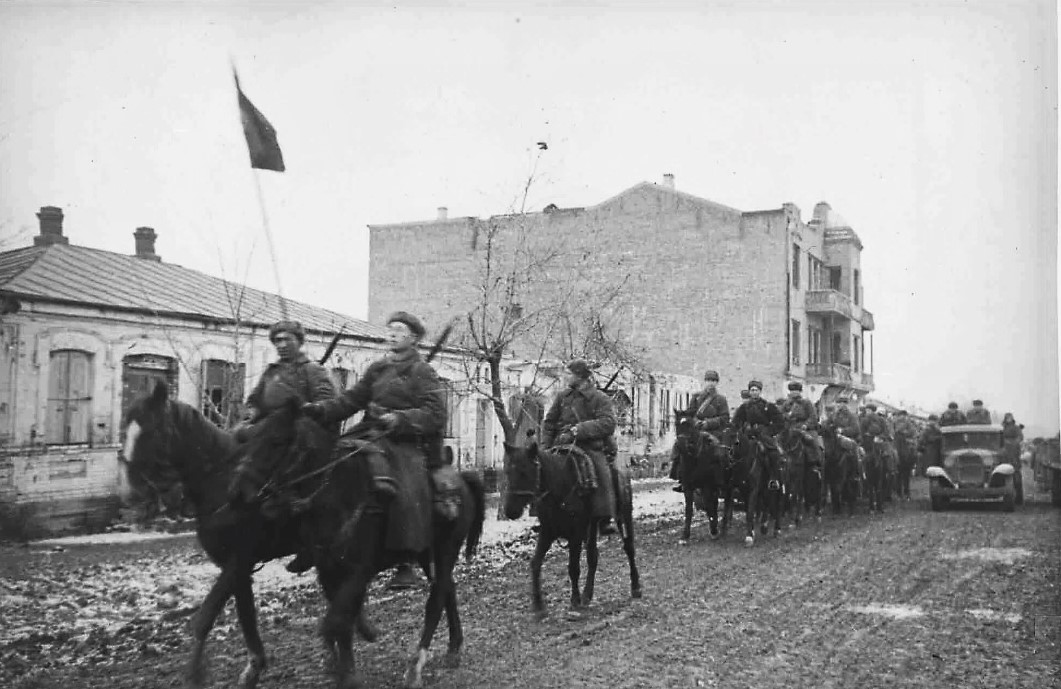
Части Красной армии входят в освобождённый Моздок. Январь 1943. Фото В. Н. Иванова

25 июля 1942 года части вермахта начали наступление с плацдармов в нижнем течении Дона. Наступление вела Группа армий «А» (командующий — генерал-фельдмаршал В. Лист). Советские войска, не сумев сдержать удар, отступили на юг и юго-восток. 23 августа 1942 года Моздок был оккупирован немецко-фашистскими войсками. Оккупация продолжалась четыре месяца.
1 января 1943 года советские войска начали наступательную операцию. В тот же день немецкое командование, стремясь избежать окружения своих войск на Северном Кавказе, стало отводить их под прикрытием сильных арьергардов из района Моздока. Наступление Северной группы войск Закавказского фронта не получило развития. 3 января советские части начали преследование отходящих частей вермахта. 3 января 1943 года Моздок был занят советскими войсками.
За период оккупации Моздок сильно пострадал. Общий ущерб, нанесенный хозяйству и промышленности города, по подсчетам чрезвычайной районной комиссии, составил более 81 миллиона рублей, в том числе по жилищно-коммунальному хозяйству — свыше 25,5 млн рублей.
Началось восстановление промышленности и городского хозяйства. Уже в 1943 году в городе работали все ранее существовавшие предприятия.
Весной 1944 года Моздок был передан из состава Ставропольского края в состав Северо-Осетинской АССР. 1 марта 1944 года Президиум Верховного Совета СССР издал Указ «О включении города Моздок Ставропольского края в состав Северо-Осетинской АССР». О причине такого решения в документе заявлялось: «Удовлетворить просьбу Совета Народных Комиссаров Северо-Осетинской АССР и обкома ВКП (б) о включении города Моздока с прилегающими к нему населёнными пунктами в состав Северной Осетии». Сам город стал административным центром новообразованного Моздокского района в составе Северо-Осетинской АССР. Чтобы обеспечить связь Моздокского района с остальной территорией Северо-Осетинской АССР, к нему также присоединили восточную часть Кабардино-Балкарской АССР.
Послевоенные годы
В послевоенные годы в Моздоке построен ряд новых важных промышленных предприятий: молокозавод, хлебозавод и другие. Экономическая инфраструктура стала развиваться значительными темпами. В 1959 году была создана строительная организация системы «Сельстрой», выросло количество автотранспорта.
В 1960 году в 5—6 км к северу от Моздока был проложен Терско-Кумский канал, сооружение которого положительно повлияло на экономику города, так как в нём были размещены предприятия, обеспечивающие строительство и функционирование канала (ПМК-2 и ПМК-5, автохозяйство).
Новейшая история
В 1995 году в городе разместился 429-й мотострелковый полк.
В настоящее время Моздок является третьим по величине и численности населения городом республики и крупным центром пищевой промышленности.

## Население
| 1803    | 1825    | 1850    | 1856    | 1897    | 1913    | 1915    | 1923    | 1926    | 1931    | 1939    |
| ------- | ------- | ------- | ------- | ------- | ------- | ------- | ------- | ------- | ------- | ------- |
| 4097    | ↗4209   | ↗6680   | ↗10 000 | ↘9300   | ↗20 200 | ↘11 955 | ↘10 840 | ↗14 000 | ↗15 500 | ↗19 081 |
| 1959    | 1967    | 1970    | 1976    | 1979    | 1989    | 1992    | 1996    | 1998    | 2000    | 2002    |
| ↗25 611 | ↗31 000 | ↗32 350 | ↗34 300 | ↗34 394 | ↗38 037 | ↗39 300 | ↘39 100 | ↗39 200 | ↗39 300 | ↗42 865 |
| 2003    | 2005    | 2006    | 2007    | 2008    | 2009    | 2010    | 2011    | 2012    | 2013    | 2014    |
| ↗42 900 | ↘41 800 | ↘41 300 | ↘40 800 | ↘40 500 | ↘40 383 | ↘38 768 | ↘38 698 | ↗39 089 | ↗39 232 | ↗39 432 |
| 2015    | 2016    | 2017    | 2018    | 2019    | 2020    | 2021    | 2023    | 2024    | 2025    |         |
| ↗40 042 | ↗40 564 | ↗41 409 | ↗41 728 | ↗42 155 | ↘42 039 | ↘36 784 | ↘35 662 | ↘35 203 | ↘34 841 |         |

На 1 января 2025 года по численности населения город находился на 435-м месте из 1124 городов Российской Федерации.
Плотность — 1990.91 чел./км2.
Национальный состав
По данным Всероссийской переписи населения 2010 года.
| Народ                     | Численность, чел. | Доля от всего населения, % |
| ------------------------- | ----------------- | -------------------------- |
| русские                   | 22 918            | 59,12 %                    |
| осетины                   | 3 209             | 8,28 %                     |
| кумыки                    | 2 741             | 7,07 %                     |
| армяне                    | 2 399             | 6,19 %                     |
| чеченцы                   | 1 359             | 3,51 %                     |
| кабардинцы (черкесы)      | 1 280             | 3,30 %                     |
| турки                     | 789               | 2,03 %                     |
| корейцы                   | 764               | 1,97 %                     |
| украинцы                  | 590               | 1,52 %                     |
| другие                    | 2 148             | 5,54 %                     |
| не указана национальность | 571               | 1,47 %                     |
| всего                     | 38 768            | 100,0 %                    |

По итогам переписи населения 2020 года проживали следующие национальности (национальности менее 1 % и другое, см. в сноске к строке «Другие»):
| Национальность       | Численность, чел. | Доля     |
| -------------------- | ----------------- | -------- |
| Русские              | 21 247            | 57,76 %  |
| Кумыки               | 3943              | 10,72 %  |
| Осетины              | 2724              | 7,41 %   |
| Армяне               | 1640              | 4,46 %   |
| Чеченцы              | 1441              | 3,92 %   |
| Турки                | 959               | 2,61 %   |
| Кабардинцы (черкесы) | 933               | 2,53 %   |
| Корейцы              | 466               | 1,26 %   |
| Другие               | 3485              | 9,47 %   |
| Итого                | 36 784            | 100,00 % |

Половозрастной состав
По данным Всероссийской переписи населения 2010 года:
| Возраст     | Мужчины, чел. | Женщины, чел. | Общая численность, чел. | Доля от всего населения, % |
| ----------- | ------------- | ------------- | ----------------------- | -------------------------- |
| 0 — 14 лет  | 3 654         | 3 284         | 6 938                   | 17,90 %                    |
| 15 — 59 лет | 12 104        | 12 535        | 24 639                  | 63,55 %                    |
| от 60 лет   | 2 427         | 4 764         | 7 191                   | 18,55 %                    |
| Всего       | 18 185        | 20 583        | 38 768                  | 100,0 %                    |

Мужчины — 18 185 чел. (46,9 %). Женщины — 20 583 чел. (53,1 %).
Средний возраст населения — 37,9 лет. Медианный возраст населения — 36,3 лет.
Средний возраст мужчин — 33,9 лет. Медианный возраст мужчин — 30,8 лет.
Средний возраст женщин — 41,4 лет. Медианный возраст женщин — 41,5 лет.

## Климат
Город находится в зоне полузасушливого степного климата (Dfa согласно классификации климата Кёппена). Лето жаркое, и температуры в июле-августе поднимаются до +36°С и выше. Зима мягкая со средними температурами января около +1 °C…-3°С. Устойчивый снежный покров образуется не каждый год. Чаще всего снег выпадает на несколько дней и за короткое время тает. Крайне редко бывают морозы до −20 °C, инфраструктура города на такие температуры не рассчитана. Среднегодовое количество осадков составляет около 550 мм. В период с апреля по июль идут сильные дожди с градом, в августе часты суховеи дующие со стороны Прикаспийской низменности.
| Показатель                    | Янв.  | Фев.  | Март | Апр. | Май  | Июнь | Июль | Авг. | Сен. | Окт. | Нояб. | Дек.  | Год   |
| ----------------------------- | ----- | ----- | ---- | ---- | ---- | ---- | ---- | ---- | ---- | ---- | ----- | ----- | ----- |
| Абсолютный максимум, °C       | 16,4  | 21,3  | 27,5 | 34,0 | 35,3 | 38,0 | 40,4 | 43,1 | 38,5 | 32,5 | 27,1  | 16,7  | 43,1  |
| Средний суточный максимум, °C | 2,1   | 3,2   | 8,8  | 17,5 | 24,2 | 26,6 | 31,8 | 32,7 | 24,5 | 16,0 | 8,5   | 3,4   | 16,0  |
| Средняя температура, °C       | −2,5  | −1,6  | 4,6  | 11,4 | 17,7 | 21,8 | 25,3 | 23,5 | 18,8 | 11,9 | 4,5   | 0,7   | 11,3  |
| Средний суточный минимум, °C  | −4,6  | −4    | 0,9  | 5,7  | 11,0 | 16,0 | 19,9 | 18,9 | 13,0 | 7,7  | 2,4   | −3,4  | 7,9   |
| Абсолютный минимум, °C        | −26,6 | −28,4 | −14  | −4   | −0,3 | 6,5  | 11,0 | 8,8  | 3,5  | −8   | −18,8 | −25,6 | −28,4 |
| Норма осадков, мм             | 27    | 24    | 27   | 45   | 67   | 84   | 62   | 54   | 42   | 33   | 33    | 34    | 499   |

## Экономика
- Предприятия пищевой промышленности: винзавод, мясокомбинат, хлебозавод.
- Целлюлозно-бумажная промышленность: картонная фабрика.
- Мясоперерабатывающее предприятие «Мясной двор Богачёва».
- Железнодорожная станция.
- Гардинная фабрика — «Моздокские узоры» (ПАО).
- Пекарня.
- Завод биопрепаратов.
- Швейная фабрика.

В районе основную роль в сельском хозяйстве играет выращивание зерновых, виноградарство, бахчеводство, пчеловодство.

## Транспорт
- В городе пересекаются автомобильные дороги регионального значения Ставрополь — Минеральные Воды — Моздок — Кизляр — Крайновка и Моздок — Чермен — Владикавказ.

На территории города расположена железнодорожная станция Моздок Северо-Кавказской железной дороги.
Внутри города ходят общественный транспорт и такси.
- Внутригородской — автобусы (3 маршрута):

№ 1, № 2 (102), № 3 (103), № 4 (104), № 5, № 6 (106), № 7, № 8 (108), № 9, № 10, № 111, № 112, № 113, № 114, № 115.

### Авиационная база
На северо-западе Моздока, в непосредственной близости от города, расположен военный аэродром (авиабаза стратегической авиации ВВС РФ), которая активно использовалась во время первой чеченской войны и антитеррористической операции в Сирии.

## Образование
- 12 средних школ,
- 20 детских садов,
- Моздокский филиал Владикавказского Горского государственного аграрного университета,
- Детская музыкальная школа им. Глинки,
- Художественная школа
- Моздокский музей краеведения
- Моздокская детская художественная школа,
- Детско-юношеская спортивная школа №1
- Детско-юношеская спортивная школа №2
- Моздокская централизованная библиотечная система, в составе которой 4 городских и 21 сельская библиотеки.
- Моздокский аграрно-промышленный техникум
- Моздокский механико-технологический техникум «Кванториум»

## Религия
По состоянию на 1915 год, из общего числа населения русские составляли 27 %, армяне 23 %, татары 17 %, остальные горцы, грузины, ногайцы, евреи, поляки и др. В городе насчитывалось 10 церквей: 4 русско-православных; 5 армянских; 1 католическая
Русская Православная Церковь
- Успенско-Никольская церковь (осет. Мадымайрæмы дзуар)[41]. Бывший храм армянской общины[42]
- Часовня в честь святого великомученика и целителя Пантелеймона при районной больнице[43]
- Часовня в честь Казанской иконы Божией Матери. Построена в 2004 году на территории взорванного в 2003 году госпиталя[44]

Ислам
В городе действуют две мечети
Пресвитерианская христианская церковь
- Церковь-приход в городе Моздок

Евангельские христиане
- Церковь-приход в городе Моздок

## Памятники

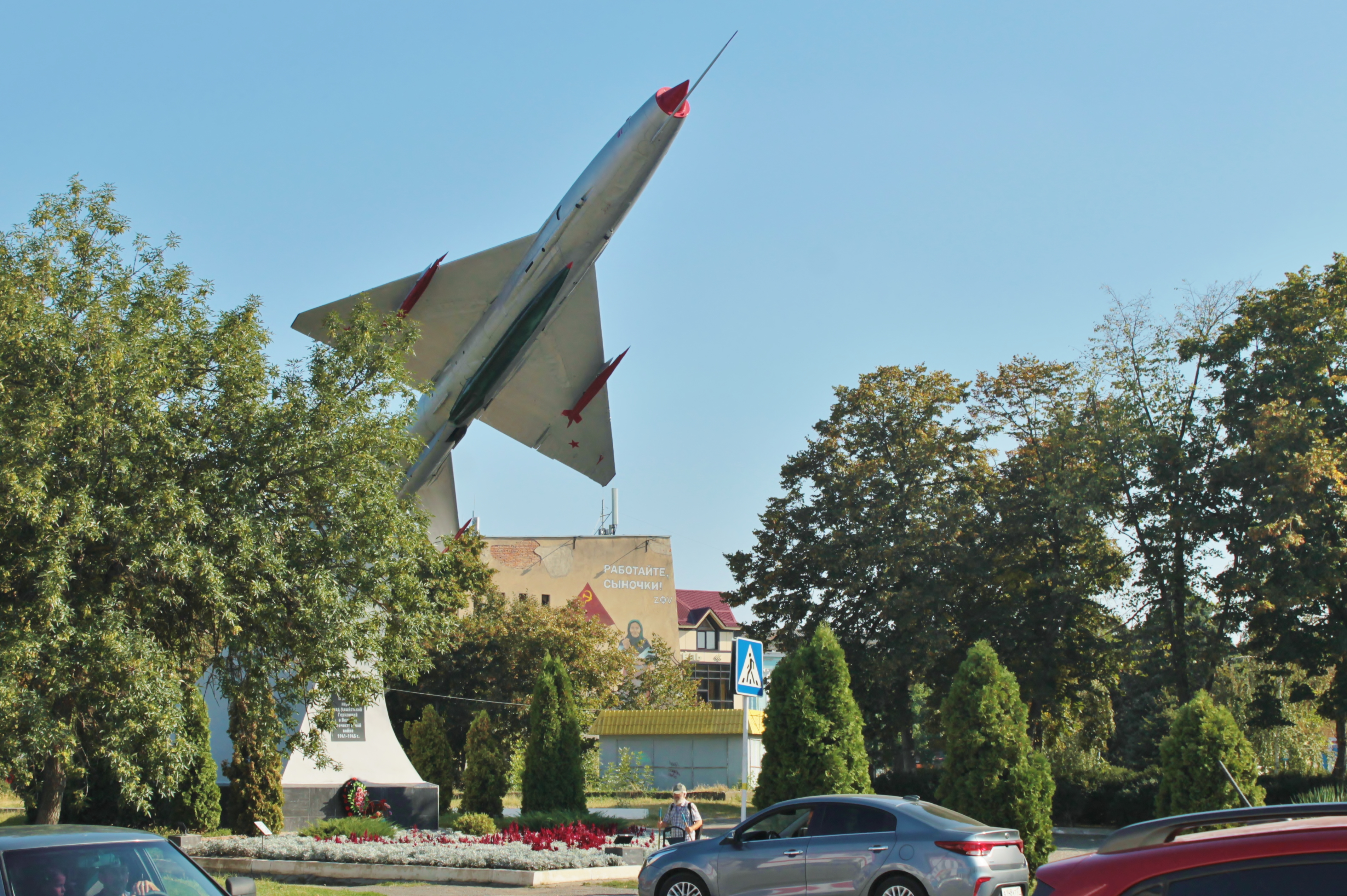
Памятник-самолёт МиГ-21

- Памятник 337-й стрелковой дивизии[45],
- Памятник братьям Дубининым,
- Памятник Ленину,
- Памятник Лётчикам-героям Великой Отечественной войны,
- Памятник Сергею Кирову,
- Памятник святому Георгию Победоносцу,
- Памятник Александру Пушкину,
- Памятник мыслящего горожанина,
- Памятник воинам-афганцам,
- Памятник Емельяну Пугачёву,
- Памятник Защитникам Моздока,
- Памятник Косте Хетагурову,
- Памятник генеральному секретарю Ю. В. Андропову.

## Известные уроженцы
- Родившиеся в Моздоке
- Умершие в Моздоке

## Топографические карты
- Лист карты K-38-6 Моздок. Масштаб: 1 : 100 000. Состояние местности на 1988 год. Издание 1996 г.